# Jogos Olímpicos de Verão de 1956
Jogos Olímpicos de Verão de 1956 (em inglês: 1956 Summer Olympics), conhecidos oficialmente como os Jogos da XVI Olimpíada foram os primeiros Jogos Olímpicos a finalmente atravessarem a linha do Equador e instalarem-se no Hemisfério Sul, mais precisamente no Melbourne Cricket Ground, na cidade de Melbourne, capital do estado de  Vitória, Austrália, que foi eleita cidade-sede por apenas um voto de diferença, entre os dias 22 de novembro a 8 de dezembro, com a participação de 72 nações, representadas por 3 314 atletas, sendo 376 mulheres.
Pela primeira vez uma das modalidades esportivas dos Jogos não foram realizadas nem na cidade nem no país anfitrião, com o hipismo sendo transferido para Estocolmo, Suécia, e disputado cinco meses antes de Melbourne, graças as severas leis australianas relativas à quarentena de animais que impediam a entrada de cavalos estrangeiros no país.
Pela primeira vez, a política internacional se tornou protagonista dos Jogos. A Guerra Fria, no seu início, foi responsável pelos primeiros boicotes e desistências dos Jogos Olímpicos. Posteriormente seus reflexos seriam sentidos em todas as edições até o final do século XX. A invasão da Hungria por tropas soviéticas naquele ano causou a desistência da Espanha, Países Baixos e Suíça. Os egípcios, os iraquianos e libaneses boicotaram o evento em protesto pela presença anglo-francesa, então intervindo com tropas na questão do Canal de Suez. Além disso, uma discussão incontornável entre China e Taiwan fez com que a primeira se recusasse a comparecer devido à presença da segunda, num conflito que demoraria 28 anos para ser resolvido. Apesar dos boicotes, algumas dessas nações participaram das competições equestres em Estocolmo.

## Processo de candidatura
Melbourne foi escolhida como cidade-sede da XVI Olimpíada durante a 43ª sessão do Comitê Olímpico Internacional, realizada em 28 de abril de 1949 em Roma, Itália, superando as candidaturas de Buenos Aires, Cidade do México, e mais 6 candidaturas de cidades dos Estados Unidos: Los Angeles, Detroit, Chicago, Filadélfia, São Francisco e uma candidatura conjunta de St. Paul/Minneapolis.
| Resultados da eleição da cidade-sede dos Jogos da XVI Olimpíada | Resultados da eleição da cidade-sede dos Jogos da XVI Olimpíada | Resultados da eleição da cidade-sede dos Jogos da XVI Olimpíada | Resultados da eleição da cidade-sede dos Jogos da XVI Olimpíada | Resultados da eleição da cidade-sede dos Jogos da XVI Olimpíada | Resultados da eleição da cidade-sede dos Jogos da XVI Olimpíada |
| --------------------------------------------------------------- | --------------------------------------------------------------- | --------------------------------------------------------------- | --------------------------------------------------------------- | --------------------------------------------------------------- | --------------------------------------------------------------- |
| Cidade                                                          | CON                                                             | Rodada 1                                                        | Rodada 2                                                        | Rodada 3                                                        | Rodada 4                                                        |
| Melbourne                                                       | Austrália                                                       | 14                                                              | 18                                                              | 19                                                              | 21                                                              |
| Buenos Aires                                                    | Argentina                                                       | 9                                                               | 12                                                              | 13                                                              | 20                                                              |
| Los Angeles                                                     | United States                                                   | 5                                                               | 4                                                               | 5                                                               | -                                                               |
| Detroit                                                         | United States                                                   | 2                                                               | 4                                                               | 4                                                               | -                                                               |
| Cidade do México                                                | Mexico                                                          | 9                                                               | 3                                                               | -                                                               | -                                                               |
| Chicago                                                         | United States                                                   | 1                                                               | -                                                               | -                                                               | -                                                               |
| Saint Paul-Minneapolis                                          | United States                                                   | 1                                                               | -                                                               | -                                                               | -                                                               |
| Filadélfia                                                      | United States                                                   | 1                                                               | -                                                               | -                                                               | -                                                               |
| São Francisco                                                   | United States                                                   | -                                                               | -                                                               | -                                                               | -                                                               |

## Fatos e destaques
- Vladimir Kuts mostra a força do atletismo soviético ao conquistar a medalha de ouro nas provas de 5000 e 10000 metros, façanha conseguida antes apenas pelos "finlandeses voadores" da primeira metade do século e pela "Locomotiva Humana", o tcheco Emil Zátopek.

- A rainha destes Jogos, para delírio dos anfitriões, foi a australiana Betty Cuthbert, de dezoito anos, apelidada "Golden Girl" e campeã olímpica nos 100 m, 200 m e 4x100 metros no atletismo.

- Adhemar Ferreira da Silva torna-se bicampeão olímpico do salto triplo, e com isso, torna-se o único bicampeão olímpico do Brasil pelos próximos 48 anos.

- Os alemães ocidentais e orientais participaram juntos num time misto, assim como o fariam nos próximos dois eventos.

- A nadadora Dawn Fraser brilhou nas piscinas liderando a equipe australiana na vitória do revezamento 4x100 m e conquistando o ouro nos 100 m nado livre.

- A situação na Hungria, com a invasão soviética do país, causou uma das maiores batalhas campais da história dos Jogos, quando as equipes de polo aquático dos dois países se enfrentaram na competição; após a pancadaria entre atletas e dirigentes dentro e fora da piscina os húngaros venceram o jogo e conquistaram mais tarde a medalha de ouro] Esta ocupação da Hungria fez com que os atletas húngaros fossem apoiados por muitos fãs na sua estadia na Austrália e muitos deles torceram por László Papp, que se tornou o primeiro boxeador tricampeão olímpico. Vários deles, entretanto, decidiram não voltar ao país natal depois dos Jogos e pediram asilo no Ocidente.

- Em Melbourne, o Comitê Olímpico Internacional acolheu a sugestão de um jovem carpinteiro chinês vivendo no país, chamado John Wing, e estabeleceu que o desfile da festa de encerramento dali em diante deveria ser feito com todos os atletas misturados, simbolizando a união dos povos, ao invés da antiga parada feita ao fim da festa, igual à cerimônia de abertura.

## Modalidades disputadas
| - Atletismo (detalhes) - Basquetebol (detalhes) - Boxe (detalhes) - Canoagem (detalhes) - Ciclismo (detalhes) - Esgrima (detalhes) - Futebol (detalhes) - Ginástica (detalhes) - Halterofilismo (detalhes) - Hipismo (detalhes) |  | - Hóquei sobre a grama (detalhes) - Natação (detalhes) - Pentatlo moderno (detalhes) - Pólo aquático (detalhes) - Remo (detalhes) - Saltos ornamentais (detalhes) - Tiro (detalhes) - Vela (detalhes) - Wrestling (detalhes) |

## Países participantes

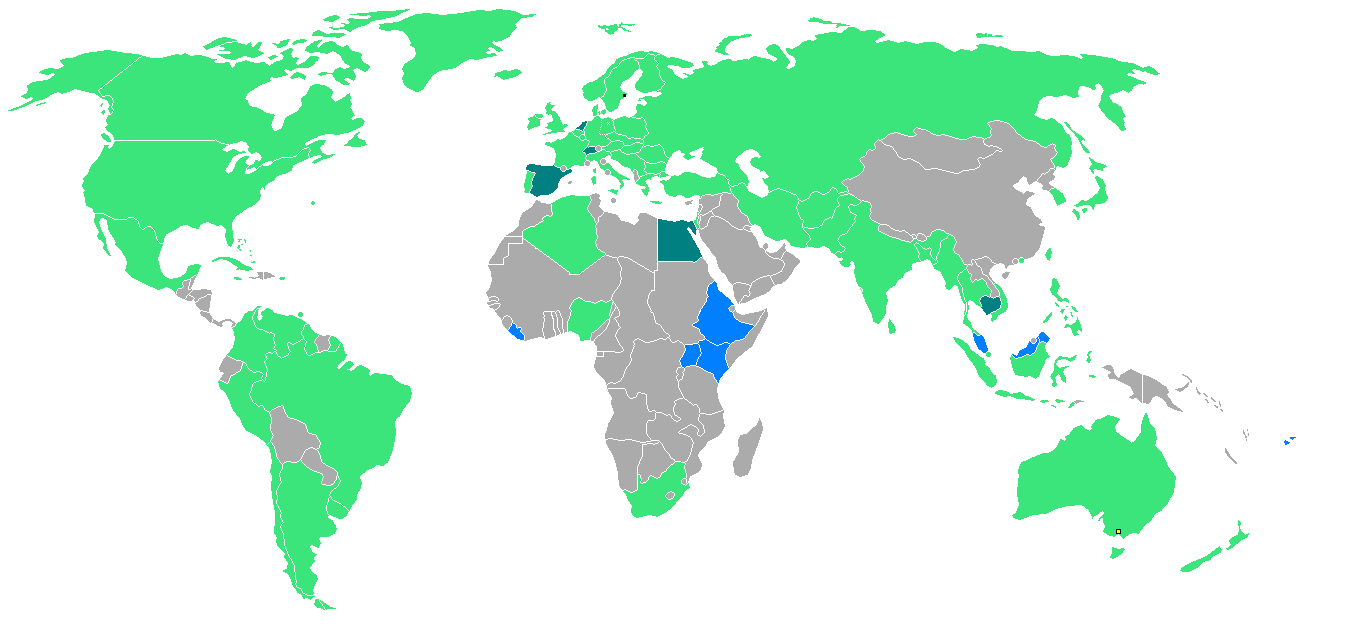
Participantes dos Jogos Olímpicos em 1956, com as nações estreantes em azul e as que estiveram apenas em Estocolmo em verde escuro

Atletas de 67 Comitês Olímpicos Nacionais foram representadas em Melbourne. Bornéu do Norte (atual Estado de Sabá, na Malásia), Etiópia, Fiji, Libéria, Federação Malaia, Quênia e Uganda competiram pela primeira vez em Olimpíadas.
Competidores da Alemanha Oriental e da Alemanha Ocidental formaram uma única delegação chamada "Equipe Alemã Unida", no que se manteria até 1968. Pela primeira vez a República da China foi representada apenas pela ilha de Taiwan, o que levou ao boicote da República Popular da China.
Cinco CONs competiram apenas nos eventos equestres em Estocolmo, mas não enviaram atletas para Melbourne. Egito, Iraque e Líbano não competiram em Melbourne devido a Crise de Suez, enquanto Camboja (estreando em Jogos Olímpicos), Espanha, Países Baixos e Suíça boicotaram as disputas na Austrália em protesto contra a invasão soviética na Hungria.
Na lista abaixo, o número entre parênteses indica o número de atletas por cada nação nos Jogos:
- AFG Afeganistão (12)
- RSA África do Sul (50)
- ARG Argentina (28)
- AUS Austrália (294)
- AUT Áustria (29)
- BAH Bahamas (4)
- BEL Bélgica (51)
- BER Bermudas (3)
- BIR Birmânia (11)
- NBO Bornéu do Norte (2)
- BRA Brasil (44)
- BUL Bulgária (43)
- CAN Canadá (92)
- CEY Ceilão (3)
- TCH Checoslováquia (63)
- CHI Chile (33)
- COL Colômbia (26)
- KOR Coreia do Sul (35)
- CUB Cuba (16)
- DEN Dinamarca (31)
- EUA Equipe Alemã Unida (158)
- USA Estados Unidos (297)
- ETH Etiópia (12)
- FIJ Fiji (5)
- PHI Filipinas (39)
- FIN Finlândia (71)
- FRA França (137)
- GBR Grã-Bretanha (189)
- GRE Grécia (13)
- GUY Guiana Britânica (4)
- HKG Hong Kong (2)
- HUN Hungria (108)
- IND Índia (59)
- INA Indonésia (22)
- IRI Irã (17)
- IRL Irlanda (18)
- ISL Islândia (2)
- ISR Israel (3)
- ITA Itália (129)
- YUG Iugoslávia (35)
- JAM Jamaica (6)
- JPN Japão (110)
- LBR Libéria (4)
- LUX Luxemburgo (11)
- MAL Malaia (32)
- MEX México (24)
- NGR Nigéria (10)
- NOR Noruega (22)
- NZL Nova Zelândia (53)
- PAK Paquistão (55)
- PER Peru (8)
- POL Polônia (64)
- PUR Porto Rico (10)
- POR Portugal (11)
- KEN Quênia (25)
- ROC República da China (13)
- ROU Romênia (44)
- SIN Singapura (52)
- SWE Suécia (88)
- THA Tailândia (38)
- TRI Trinidad e Tobago (6)
- TUR Turquia (19)
- UGA Uganda (3)
- URS União Soviética (272)
- URU Uruguai (21)
- VEN Venezuela (19)
- VIE Vietnã (6)

Os seguintes CONs participaram apenas das competições de hipismo, em Estocolmo:
- CAM Camboja (2)
- EGY Egito (3)
- ESP Espanha (6)
- NED Países Baixos (1)
- SUI Suíça (9)

## Quadro de medalhas
| Ordem | País                   | Medalha de ouro | Medalha de prata | Medalha de bronze |    |  |
| ----- | ---------------------- | --------------- | ---------------- | ----------------- | -- |  |
| 1     | URS União Soviética    | 37              | 29               | 32                | 98 |  |
| 2     | USA Estados Unidos     | 32              | 25               | 17                | 74 |  |
| 3     | AUS Austrália          | 13              | 8                | 14                | 35 |  |
| 4     | HUN Hungria            | 9               | 10               | 7                 | 26 |  |
| 5     | ITA Itália             | 8               | 8                | 9                 | 25 |  |
| 6     | SWE Suécia             | 8               | 5                | 6                 | 19 |  |
| 7     | EUA Equipe Alemã Unida | 6               | 13               | 7                 | 26 |  |
| 8     | GBR Grã-Bretanha       | 6               | 7                | 11                | 24 |  |
| 9     | ROU Romênia            | 5               | 3                | 5                 | 13 |  |
| 10    | JPN Japão              | 4               | 10               | 5                 | 19 |  |
|       |                        |                 |                  |                   |    |  |
| 24    | BRA Brasil             | 1               |                  |                   | 1  |  |